# 鏡味小鉄
鏡味 小鉄（かがみ こてつ、1904年1月23日 - 1987年2月16日）は、日本の太神楽曲芸師。本名∶鏡味 多介。生前は大日本太神楽曲芸協会の副会長で、晩年は名誉顧問。赤丸一宗家。
舞踊を取り入れた曲芸、他にもコンガやマラカスの音にあわせた曲芸、獅子舞芸なども得意とした。

## 来歴
- 茨城県の生まれ。
- 1910年に赤丸一宗家の鏡味鉄三郎に入門し養子になる。
- 1918年から鏡味小鉄を襲名。
- 丸一仙翁社中とは違う流派で、赤丸一という（現仙翁や仙三郎は白丸一という流派）。
- 弟子に鏡味小次郎（落語家の7代目雷門助六の実子、1938年-2000年）。小次郎とはコンビでテレビに出演した。また、尾藤イサオも少年時代、小鉄門下で鉄太郎を名乗っていった。

## エピソード
- 晩年は名人と言われた小鉄だったが、若い時は下手だったため、歯磨きの時以外はずっと撥をくわえていたという。[要出典]